# 耳烏賊目
耳烏賊目是頭足綱的一個分類，跟墨魚目的關係密切。與烏賊目的物種比較，耳烏賊目物種的外套膜比較圓，而且沒有烏賊骨；體形也較其他十腕總目的物種為小（雄性的外套膜長度介乎 1 cm 至 8 cm），所以又名餃子烏賊。與其他十腕總目的物種一樣，有八條手臂和兩條觸手。
耳烏賊目生活於太平洋的淺海岸，有部份亦會於印度洋及南非西部的開普半島出現。他們的移動方式，除了可使用其肉鰭，還可以透過噴射推進。

## 發光器官
短尾魷魚跟可發出生物光的細菌费氏弧菌有共生關係。這些細菌居住在烏賊的外套膜的在一個特殊發光器官內。當魷魚以糖和氨基酸溶液餵養這種細菌，細菌發出的光會跟從底下照到魷魚的外套膜相配合，從而把魷魚的剪影隱藏。

## 繁殖
耳烏賊目是一種多次繁殖動物，在其短短一年的壽命裡，其雌性會產卵數次，每次會產出1-400顆卵子，視乎烏賊的品種而定。
烏賊每次交配的時間都長達三小時，以確保卵子能夠成功受精，增加繁衍後代的機會。交配之後，烏賊都會因為有半小時動彈不得，所以完事後通常會躲在砂子底下，以確保自己的安全，然後才會產卵。產出來的卵子會用沙土覆蓋，沒有父母照顧的。
耳烏賊目從即開始孵化後，就立即跟周圍海水的鯢弧菌建立共生關係，讓細菌在其未成熟的發光器官內定植。當細菌在烏賊的發光器官內定植後，會催生烏賊性成熟。

## 分類
現時耳烏賊目包括有約70個品種。

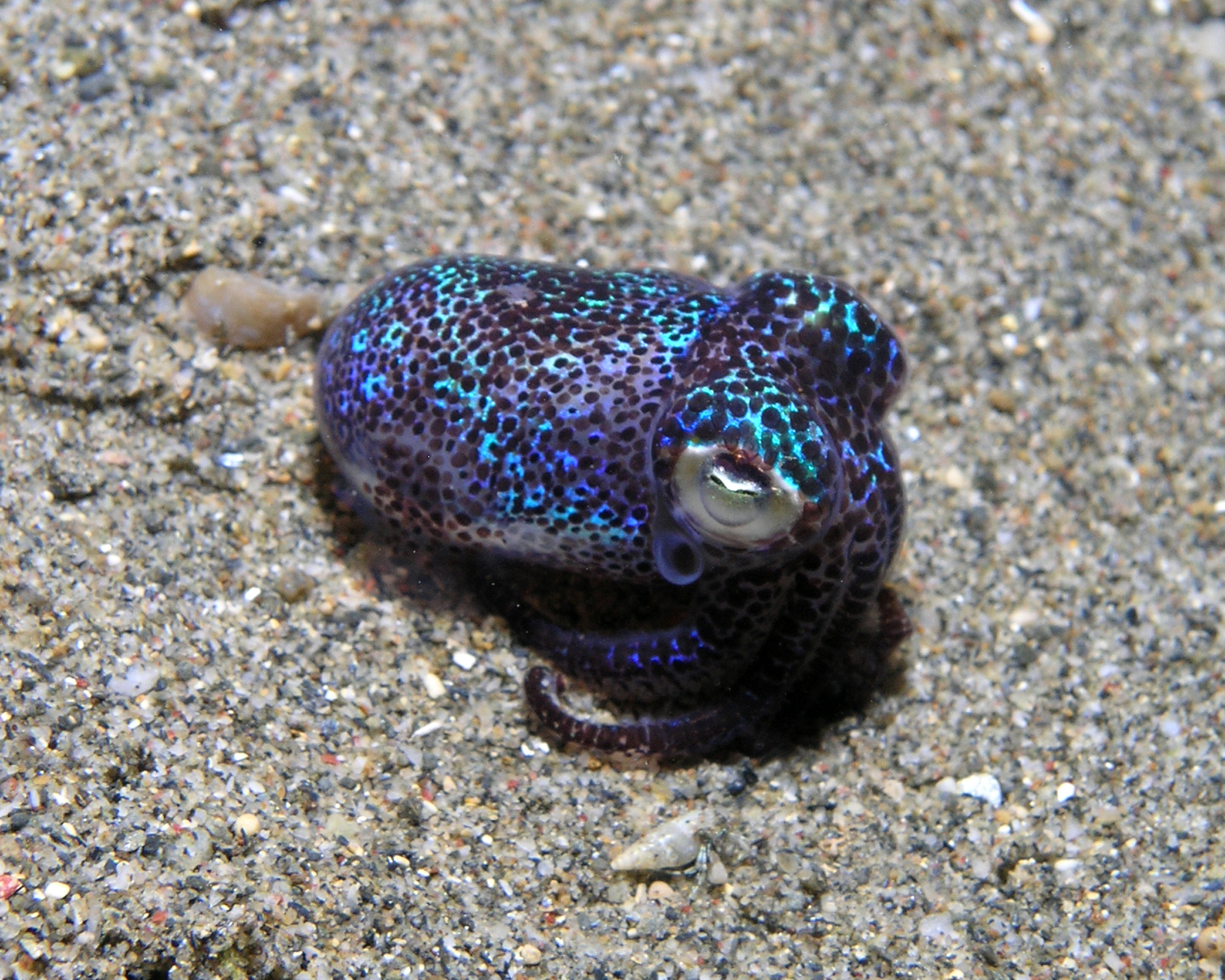
位於東帝汶的柏氏四盘耳乌贼（Euprymna berryi）

當中后耳乌贼科（Sepiadariidae）包括有二個屬七個品種，而其餘的均屬於乌贼科（Sepiidae）。
耳烏賊科（Sepiolidae）現時的分類有爭議，將來可能會有改變。
- 頭足綱(Cephalopod)
  - 鹦鹉螺亚纲(Nautiloidea)：又称四鳃亚纲
  - 新蛸亞綱(Neocoleoidea)：也称为二鳃亚纲
    - 十腕总目 (Decapodiformes)
      - ?Order †Boletzkyida
      - 旋乌贼目(Spirulida)：Ram's Horn Squid
      - 乌贼目(Sepiida)：烏賊
      - 耳乌贼目 (Sepiolida)
        - 微鳍乌贼科 Idiosepiidae
        - 耳烏賊科 Sepiolidae

      - 管魷目(Teuthida)：魷魚

    - 八腕总目 (Octopodiformes)

## 外部連結
- CephBase: Sepiolida
- Squid-bacteria symbiosis